# Eigtveds Pakhus
Eigtveds Pakhus er en historisk bygning beliggende på Asiatisk Plads på Christianshavn i København. 
Bygningen, der er 93 m lang og 12,5 m bred, blev opført fra 1748-1750 og har sit navn efter sin bygmester, hofbygmester og arkitekt Nicolai Eigtved. Den er opført i kalksten fra Saltholm, beklædt med sandsten udvendig og har en bærende konstruktion af fyrretræsbjælker fra Pommern. I 1918 blev pakhuset beskåret med 2 fag mod havnen. En brand i 1934 betød, at trækonstruktionen i de østlige fag blev delvist fornyet. Frem til 1976 fungerede det som lager for Asiatisk Kompagni. Størstedelen af bygningen fungerede som lager, mens stueetagen rummede et såkaldt kramkammer, hvor kunderne kunne besigtige varerne. 
Boligministeriet overtog bygningen i 1972 sammen med de tilhørende arealer på Asiatisk Plads. Frem til 1976 anvendtes den fortsat som pakhus. Efterfølgende blev den restaureret under ledelse af Erik Møllers tegnestue, og siden 1. februar 1982 har bygningen været anvendt af Centraladministrationen til møder og konferencer samt til diverse repræsentative formål.